# Énergie thermique des mers

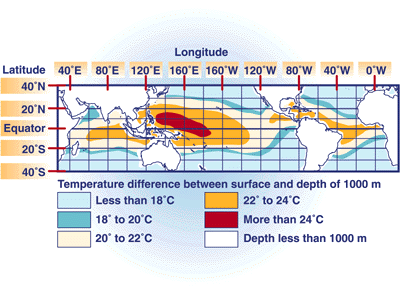
Différences de température des océans entre la surface et une profondeur de 1000 m.

 (janvier 2021).
Si vous disposez d'ouvrages ou d'articles de référence ou si vous connaissez des sites web de qualité traitant du thème abordé ici, merci de compléter l'article en donnant les références utiles à sa vérifiabilité et en les liant à la section « Notes et références ».
Pour les articles homonymes, voir ETM.
L'énergie thermique des mers (ETM) ou énergie maréthermique est produite en exploitant la différence de température entre les eaux superficielles et les eaux profondes des océans. Un acronyme souvent rencontré est OTEC, pour « Ocean thermal energy conversion ». L'Union européenne utilise le terme énergie hydrothermique pour « l'énergie emmagasinée sous forme de chaleur dans les eaux de surface ».

## Principe
En raison de la surface qu'ils occupent, les mers et les océans de la Terre se comportent comme un gigantesque capteur pour :
- le rayonnement solaire (direct : flux solaire absorbé par l'océan ou indirect : rayonnement de la Terre réfléchi par l'atmosphère terrestre) ;
- l'énergie du vent (elle-même dérivée de l'énergie solaire).

Bien qu'une partie de cette énergie soit dissipée (courants, houle, frottements, etc.), une grande partie réchauffe les couches supérieures de l'océan. C'est ainsi qu'à la surface, grâce à l'énergie solaire, la température de l'eau est élevée (elle peut dépasser les 25 °C en zone intertropicale) et, en profondeur, privée du rayonnement solaire, l'eau est froide (aux alentours de 2 à 4 °C, sauf dans les mers fermées, comme la Méditerranée, dont le plancher ne peut être « tapissé » par les « bouffées » d'eaux froides polaires qui « plongent », au nord et au sud de l'océan Atlantique, avec un débit total moyen de 25 Mm3/s.
De plus, les couches froides ne se mélangent pas aux couches chaudes. En effet, la densité volumique de l'eau s'accroît lorsque la température diminue ce qui empêche les eaux profondes de se mélanger et de se réchauffer.
Cette différence de température peut être exploitée par une machine thermique. Cette dernière ayant besoin d'une source froide et d'une source chaude pour produire de l'énergie, utilise respectivement l'eau venant des profondeurs et l'eau de surface comme sources.

## Histoire

### Idées
On attribue généralement à Jules Verne, l'idée d'utiliser les différences de températures de la mer pour produire de l'électricité. Dans son livre, Vingt mille lieues sous les mers, il fait référence aux « eaux de surface et les eaux profondes des océans pour produire de l'électricité » et cela, dès 1869.
C'est le physicien français Arsène d'Arsonval qui conceptualisa la première fois cette idée. Il voulait mettre en relation les eaux chaudes, de surface, avec les eaux froides, de profondeur. Mais dans les années 1880, la technologie existante n'était pas encore capable de réaliser un prototype.

### Premières applications

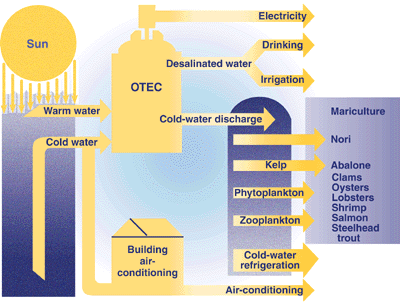
Schéma d'une usine ETM et de ses applications.

#### Tentative française
À la fin des années 1920, répondant aux besoins croissants de l’industrie en énergie primaire, l’ingénieur français Georges Claude, fondateur de l'entreprise Air liquide, propose de construire une usine utilisant l'énergie hydrothermique pour la production d’électricité.
En 1928, à Ougrée en Belgique, George Claude en valide le principe en produisant de l’électricité avec une machine thermique de 60 kW alimentée avec de l’eau chaude à 33 °C puisée dans le circuit de refroidissement d'un haut fourneau et de l’eau « froide » à 12 °C pompée dans la Meuse. C’est aussi celle utilisée à Hawaï en 1981 pour la mise à l’eau de la triple conduite d’eau froide de l’expérience OTEC-1.
En 1930, George Claude fait construire le premier prototype dans la baie de Matanzas (es), à Cuba. Son prototype, une centrale de 50 kW, utilisait l'eau de surface chaude (aux alentours de 25 à 27 °C), et de l'eau pompée à plus de 700 m de profondeur (à environ 11 °C). Un autre essai eut lieu dans la baie d'Abidjan. Le projet buta sur plusieurs problèmes techniques : corrosion, entartrage, mise en place de longs conduits sous-marins. En effet l'installation étant montée sur la côte, il fallait amener l'eau du large par des tuyaux de plusieurs kilomètres.

#### Essais de l'après-guerre
En 1963, James Hilbert Anderson, reprend le travail de l’ingénieur français, mais propose d’utiliser un autre fluide de travail que l’eau : le propane.
Ainsi, à l’issue de ces travaux, l’ETM existe sous deux formes de cycles différents ; l’ETM en « cycle ouvert » pour le procédé de Georges Claude et l’ETM en « cycle fermé » pour celui de James Hilbert Anderson.

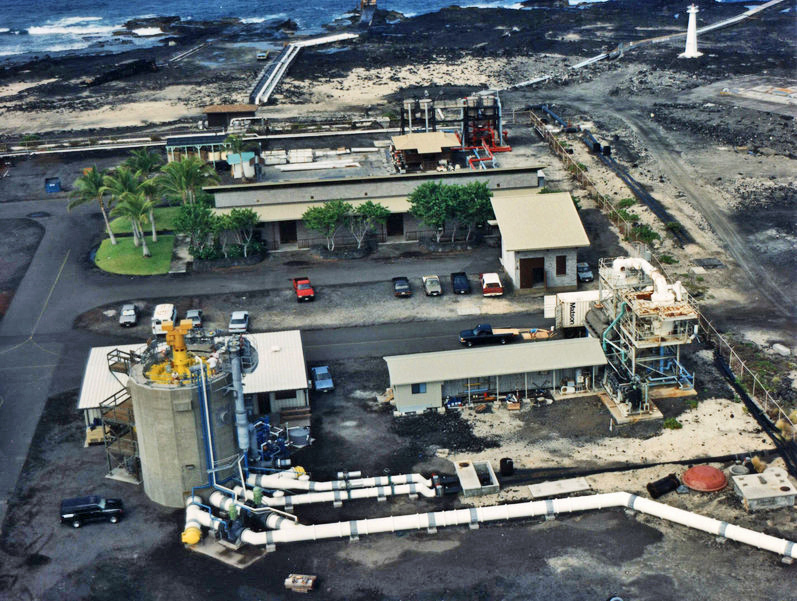
Vue d'une installation ETM terrestre à Keahole Point, sur la côte de Kona à Hawaï (Department de l'énergie des États-Unis).

La crise pétrolière de 1973 entraîne un nouvel essor de la recherche sur le développement de la filière ETM en « cycle fermé ». Cet essor est marqué par la construction du NELH, le Natural Energy Laboratory of Hawaï. Et en 1975 à Hawaï, un premier essai du projet ETM sous le nom de « Mini-Otec » voit le jour. Il s’ensuit en 1979, un financement d’un nouveau projet baptisé « Otec-1 », qui en 1981 utilise un échangeur eau-ammoniac (NH3).
Un projet de machine semi-immergée avait été présenté par des chercheurs nord-américains : il consistait à immerger au large de la Floride une machine en forme de tube vertical, l'eau du Gulf Stream chauffant la partie supérieure du tube permettant de vaporiser un fluide comme l'ammoniac susceptible de faire tourner une machine basse pression. Puis l'ammoniac serait condensé grâce à de l'eau fraîche puisée à 450 m de profondeur. La machine fournirait de l'électricité transmise à terre par câbles sous-marins. Ce projet des années 70 n'eut pas de suite directe.
Dans la mer du Japon, à Shimane, c’est le cas aussi d’une installation ETM construite en 1979, appelée « Mini Otec » utilisant aussi un cycle fermé mais du fréon en tant que fluide.
- En 1980, la France entreprend elle aussi l’étude d’une centrale ETM, mais celle-ci est abandonnée en 1986.
- Entre 1980 et 1982, les Japonais entreprennent d’autres installations d’ETM.
- En 1986, le prix du pétrole baisse. Aux États-Unis, il y a diminution de la recherche pour le développement de l’ETM, alors qu’au Japon, on la maintient.
- Entre 1993 et 1998, le Japon coopère avec les Américains et fait l’essai d’une mini-usine en cycle ouvert à terre, à Hawaï. En 2001, mise en œuvre d’une usine flottante ETM mouillée au Sud du continent indien, avec en coopération Inde et Japon.

### Aujourd'hui
Les pays actuellement (2004) qui réalisent le plus de recherches dans ce domaine sont les États-Unis et le Japon. C'est principalement à cause des chocs pétroliers des années 1970, que la recherche a véritablement commencé. Les premières « estimations » de la quantité d'énergie qui pourrait être produite sans nuire à l'environnement ont été publiées.
A priori, avec les techniques envisagées (exploitation de la différence de température entre surface et fond), cette énergie n'est exploitable que dans les zones intertropicales ; ailleurs, la différence de température entre la surface et le fond est insuffisante pour obtenir un rendement suffisant, et donc une puissance suffisante pour pomper l'eau froide à grande profondeur et alimenter une machine thermique (on se rappelle que le rendement d'une telle machine dépend de la différence de température entre la source chaude et la source froide).
En plus de l'énergie, les systèmes envisagés permettraient la climatisation (utilisation directe de l'eau froide pompée), et éventuellement l'utilisation (cultures marines) des nutriments piégés en grande quantité dans les couches froides de l'océan, où la photosynthèse est impossible.

## Implantation
L’ETM doit être implantée dans un endroit spécial. Tout d’abord, l’ETM doit avoir accès à la mer pour que les canalisations qui la constituent puissent puiser de l’eau des océans. C’est pour cela qu’il est nécessaire qu’elle soit installée au niveau de la mer. Ensuite, l’installation de l’ETM doit se faire au plus près des côtes, pour faciliter la construction et minimiser les coûts. Les canalisations allant jusqu’à 1 000 m de profondeur environ, il est inutile et aberrant d’éloigner à des kilomètres des côtes l’ETM, cela imposerait davantage de longueurs de tuyaux et donc un coût plus élevé.
De plus, il faut prendre en compte les endroits où l’eau de surface reste chaude durant toute l’année, avec une moyenne d’environ 24 °C. On ne peut donc mettre une ETM n’importe où sur le globe, seule une zone convient à son installation. Cette zone, qui doit correspondre à une certaine température des eaux de surface, doit aussi correspondre à une certaine profondeur des eaux.
En effet, comme l’ETM est construite près des côtes avec des canalisations allant jusqu’à 1 000 m de profondeur, il lui faut un emplacement avec présence de côte abrupte. Tout ceci n’est possible que dans une zone allant du tropique du Cancer au tropique du Capricorne, c'est-à-dire entre 30 et −30° de latitude[réf. souhaitée].

## Techniques
L’ETM produit de l'énergie grâce à un fluide de travail (eau de mer, ammoniac ou un autre fluide dont le point de condensation est proche de 4 °C). Ce fluide passe de l’état liquide à l’état vapeur dans l’évaporateur, au contact de l’eau chaude puisée en surface. La pression produite par la vapeur passe dans un turbogénérateur pour faire tourner une turbine et produire de l’électricité, après que le gaz a perdu de la pression, il passe dans un condenseur pour retourner à l’état liquide, au contact de l’eau froide puisée en profondeur.
L’ETM a besoin de beaucoup d’eau : il faut un très grand débit d’eau de mer pour compenser la faible efficacité due au faible gradient de température et de très grands diamètres de canalisations pour limiter les pertes de charges. Actuellement, il est possible d’utiliser des tuyaux en PEHD (polyéthylène haute densité) de 1,5 m de diamètre, mais dans le futur, s’il se construit des centrales de grosses puissances, il faudra des canalisations de 15 m de diamètre.
L’ETM fonctionne avec un différentiel de températures de l'ordre de 20 °C. Plus le différentiel de température est élevé, plus la production est élevée. En descendant en profondeur, on puise de l’eau plus froide et la production à iso-volume augmente.
À ce jour, il existe trois types de centrales ETM :
- cycle ouvert ;
- cycle fermé ;
- cycle hybride.

## Cycle ouvert

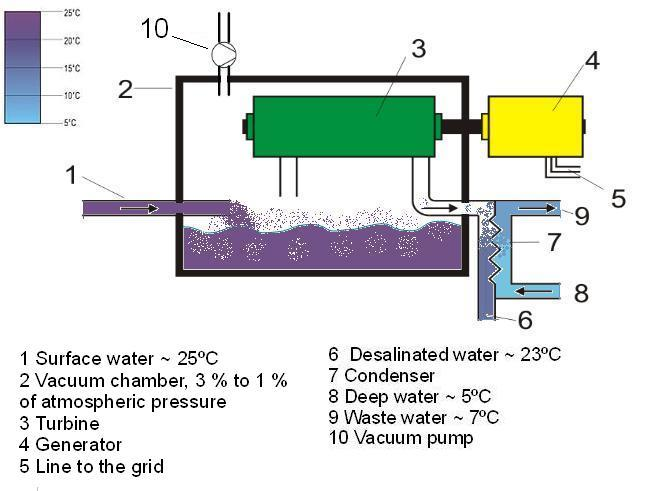
Schéma de fonctionnement d'une usine ETM à cycle ouvert.

Le cycle commence par le pompage de l’eau de mer de surface qui se trouve dans les environs de 26 °C. On l’introduit dans un évaporateur qui sera mis sous vide, pour favoriser l’effet d’évaporation, car sous pression relative négative, l’évaporation se produit à plus faible température et la vapeur est débarrassée du sel, mais sur le débit d’eau qui traverse l’évaporateur, seulement 0,5 % de vapeur d’eau est produite, le reste de l’eau est rendu à la mer à 21 °C.
La faible pression produite par la vapeur suffit à entraîner un turbogénérateur qui produira de l’électricité.
Puis, la vapeur est transférée dans le condenseur à double paroi, qui avec l’eau froide pompée en profondeur vers les 5 °C, va faire condenser la vapeur en eau douce qui pourra être utilisée à la consommation.

## Cycle fermé oucycle de Rankine

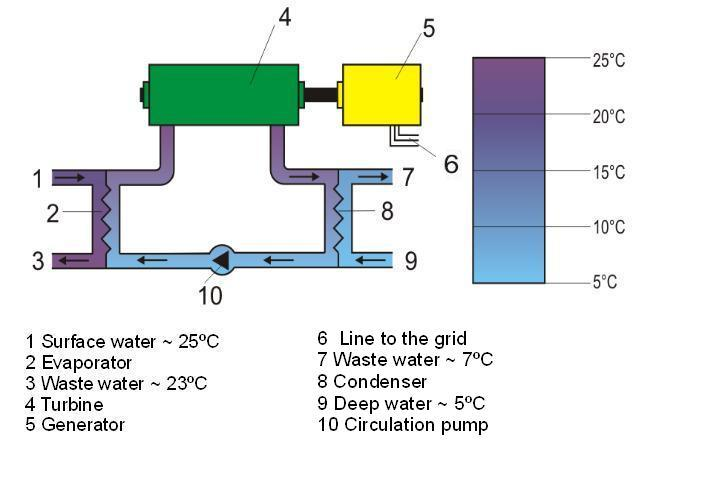
Schéma de fonctionnement d'une usine ETM à cycle fermé.

Le cycle fermé utilise le même matériel qu’une pompe à chaleur (évaporateur, condenseur), mais tandis qu’une pompe à chaleur produit une énergie thermique à partir d’une énergie électrique, le cycle fermé d’une centrale ETM utilise le procédé inverse. Cela veut dire qu’à partir d’une énergie thermique, on va produire une énergie électrique. On utilise donc toujours l’eau chaude de surface qui se trouve à 26 °C, qu’on met dans l’évaporateur à double paroi.
D’un côté, il y aura l’eau et de l’autre de l’ammoniac NH3, et donc l’eau va donner ses calories à l’ammoniac pour lui permettre de s’évaporer, car l’ammoniac a une température d’évaporation inférieure à celle de l’eau. L’eau passée dans l’évaporateur retourne à la mer, à la température de 23 °C.
L’ammoniac évaporé passe dans un turbogénérateur pour produire de l’électricité.
Puis l’ammoniac passe dans un condenseur à double paroi pour se condenser, car l’ammoniac passe ses calories à l’eau froide puisée en profondeur à 5 °C, pour y retourner à 9 °C. Une fois condensé, l’ammoniac revient dans l’évaporateur, grâce à un circulateur, pour refaire le cycle.

## Cycle thermodynamique de l'ammoniac (NH3)
Le cycle thermodynamique fonctionne avec plusieurs transformations à la suite, ce qui en fait un cycle. En tout, il y a quatre transformations :
- entre 1 et 2, une compression adiabatique avec la pompe ;
- entre 2 et 3, un échauffement isobare avec l’évaporateur ;
- entre 3 et 4, une détente adiabatique avec le turbogénérateur ;
- entre 4 et 1, un refroidissement isobare avec le condenseur.

## Cycle hybride
Ce cycle utilise les deux précédentes techniques, car nous retrouvons le cycle fermé en premier lieu, avec toujours le cycle de l’ammoniac qui traverse l’évaporateur, le turbogénérateur et le condenseur, c’est-à-dire un cycle thermodynamique qui produit de l’électricité. 
La nouvelle technique intègre un deuxième étage qui va produire de l’eau potable, grâce à un cycle ouvert en utilisant le différentiel d’eau après le cycle fermé.

## Points positifs et négatifs des cycles
Remarques sur le cycle ouvert :
- production d’eau potable en plus de l’électricité ;
- moins de paroi dans l’évaporateur donc moins de problèmes de bio-salissure ;
- grande turbine à cause de la faible pression donc procédé très coûteux ;
- problème pour faire le vide d’air.

Remarques sur le cycle fermé :
- petit turbogénérateur grâce à la forte pression, donc moins coûteux ;
- évaporateur volumineux et à double paroi, donc plus de problèmes de bio-salissure ;
- l’utilisation de l’ammoniac est un problème pour les matériaux.

Remarques sur le cycle hybride :
- produit deux énergies en grande quantité ;
- plus gros coût d’investissement, car deux fois plus de matériel ;
- plus grand phénomène de refroidissement des eaux de surface.

## Rendement
Comme toutes machines thermiques, le rendement est le rapport de la quantité d'énergie récupérée sur l'énergie utile (ici cette dernière est l’énergie de vaporisation du fluide de travail). Dans le cas d'une ETM, le rendement s'exprime par :
Le rendement maximum que l'on puisse obtenir est le rendement de Carnot (dans cette formule, {\displaystyle T_{f}} est la température de l'eau froide et {\displaystyle T_{c}} celle de l'eau chaude) :
Considérant {\displaystyle T_{f}=278K\left(5^{o}C\right)} et {\displaystyle T_{c}=298K\left(25^{o}C\right)}, on obtient {\displaystyle r_{Carnot}=6,7\%} pour un cycle fermé.
Ce rendement théorique maximum est faible comparé au rendement classique de machines thermiques (40 % pour une turbine à gaz naturel). De plus, ce dernier ne prend pas en compte le travail nécessaire pour pomper les eaux des profondeurs.
Le rendement varie en fonction de la puissance de l’usine : plus elle est puissante, meilleur est le rendement, et cela dépend aussi du cycle utilisé. Le rendement sera maximum pour une différence de température maximale entre la surface et la profondeur.

## Impact environnemental
La production d'énergie maréthermique ne fait pas intervenir de combustion, (il n'est pas nécessaire d'apporter de l'énergie à la source chaude), et ne rejette donc pas de dioxyde de carbone (CO2) qui est un gaz à effet de serre.
Cependant, compte tenu du faible écart de température entre source chaude et source froide, le rendement n'est que de quelques pour cent, et ce système implique l'utilisation de volumes d'eau importants (quelques m3/s et par MW). Durant le pompage de cette eau, de nombreuses espèces vivantes peuvent être entraînées et tuées (poissons, larves, etc.)
De plus, l'utilisation de chlore est fréquente pour éviter le développement des biofilms et des incrustations d'organismes marins (moules, coquillages). Celui-ci endommage l'écosystème.
Certaines interactions mineures méritent d’être évaluées. Ces études ont été menées par des laboratoires à Hawaii, Ditmars, Paddock, Vega, Nelha.

### Impacts thermiques
La différence de température entre l’entrée et la sortie des canalisations est d’environ 4 °C, ce qui entraîne de faibles modifications, mais pour atténuer davantage les impacts sur la faune et la flore, l’eau est rejetée en profondeur. Pour des centrales de 400 MW, le changement à l’entrée des canalisations est de 0,2 °C. 
Pour le moment, ces installations sont développées pour des îles (20 MW), et elles restent très éparpillées, le risque est alors négligeable. 
Il faut considérer le risque cumulatif pour des installations importantes. Une étude a porté sur le golfe du Mexique, en modélisant cent centrales de 200 MW.
Au bout de trente ans de fonctionnement, la température de surface aurait baissé de 0,05 °C, et la température en profondeur aurait augmenté de 1 °C.

### Impacts biologiques
Pour des petites installations de 20 MW, on peut se permettre de rejeter l’eau en surface. On constate cependant pour de plus grosses installations un phénomène comparable à la remontée d'eau des profondeurs (« upwelling »), qui favorise l’enrichissement nutritif et stimule la vie aquatique. La remontée d'eau est un phénomène océanographique qui se produit lorsque de forts vents marins poussent l'eau de surface des océans, laissant ainsi un vide où peuvent remonter les eaux de fond et avec elle une quantité importante de nutriments.
L’aspiration des espèces vivantes est prise en considération : pour cela des grilles sont mises à l’entrée des canalisations, et elles sont éloignées des côtes en ce qui concerne l’eau de surface.
Pour ce qui concerne l’eau froide, il n’y a pratiquement plus de vie à 800 m de profondeur.
Pour lutter contre un problème marin récurrent qui est la bio salissure et améliorer le rendement de la machine, on utilise une dose de biocide (0,02 ppm concentration molaire journalière) qui est cinq fois en dessous du seuil réglementaire américain. 
Aujourd’hui, la dose en biocide devrait être réduite à 0,01 ppm, soit dix fois en dessous du seuil réglementaire américain.
Le seul risque d’accident possible sur une installation ETM est un risque de perte d’ammoniac. Même si celui-ci est un élément nutritif, une dose trop importante pourrait avoir des impacts néfastes sur l’environnement. L’ammoniac est un fluide connu très employé, les systèmes de sécurité sont fiables.

### Pollution atmosphérique
L’eau en profondeur est plus riche en CO2 que l’eau de surface. Une étude menée par Sullivan démontre que si tout le CO2 était relâché, une centrale ETM émettrait quatre fois moins de CO2 qu’une centrale thermique fossile. Heureusement, seule une faible partie du CO2 est libérée. Pour un cycle ouvert, environ un centième des 700 g/kWh d’une centrale fossile, et pour un cycle fermé, le taux serait encore plus faible. Au bout du compte, une centrale ETM est 99 fois moins polluante en CO2 qu'une centrale fossile.
Les études montrent que s'il était possible de récupérer 0,07 % de l’énergie solaire absorbée par les océans, ce qui représenterait 10 TW, les conséquences environnementales seraient insignifiantes.

## Coproduction
En plus de l'électricité, une centrale ETM peut produire :
- eau douce : utilisation du cycle ouvert ;
- réfrigération de bâtiments : utiliser l’eau de sortie (froide) et la distribuer pour réfrigérer des infrastructures environnantes ;
- aquaculture : réutiliser l’eau froide issue de la production d’électricité pour élever des poissons dans de bonnes conditions, car l’eau de profondeur est riche en nutriments ;
- agriculture : refroidir le sol par des canalisations d’eau de mer et condenser l’air ambiant pour humidifier et stimuler la pousse ;
- biomasse : utiliser la biomasse marine qui pousse plus rapidement et alimenter des centrales thermiques.

### Combustibles synthétiques
Actuellement, le prix du kWh pour des centrales proches des côtes (faible puissance) reste élevé. Pour rendre rentable le procédé ETM, il serait plus intéressant de produire des combustibles synthétiques (hydrogène, ammoniac, méthanol).
L'hydrogène a été choisi comme vecteur d'énergie, car il répond à deux critères :
- sa combustion ne dégage que de l'eau ;
- l’ETM est en mesure d’apporter une solution électrolytique (eau de mer en abondance) pour sa fabrication grâce au principe de l’électrolyse.

## Projet d’étude sur Hawaï
Étude sur le laboratoire de l’énergie thermique des mers d’Hawaï (NELHA).
Historique du NELHA :
- NELHA se nommait « NELH » en 1974 quand l’État législatif de Hawaï créa le « Natural Energy Laboratory of Hawaii » sur 322 acres (≈ 129 ha) de terre à Keahole Point. NELH a été créé pour la recherche sur l’énergie thermique des mers (ETM).
- En 1979, une usine ETM nommée « Mini-OTEC » est ancrée sur la mer de Keahole Point, démontrant la première production nette d’électricité par le biais d’une ETM en cycle fermé.
- En 1980, Le NELH construit sa première canalisation à Keahole Point allant à 610 m en profondeur et à 14 m en surface.
- En 1981, la recherche sur l’ETM aboutit au projet de tester le bio-rejet et les mesures de précaution sur la corrosion pour le cycle fermé.
- En 1984, l'utilisation du pompage de l’eau par l’ETM permet aussi de mettre à profit plusieurs moyens d’utilisation de cette eau.
- En 1985, la législature créa le HOST (Hawaï Ocean Science and Technology), parc de 548 acres (≈ 220 hectares) à Keahole Point, pour anticiper sur une éventuelle expansion, du fait de l’agrandissement du business de NELH.
- En 1990, les parcs HOST et NELH ont été rassemblés en une seule compagnie, le NELH Authority (NELHA), attaché au département du business, du développement économique et du tourisme du gouvernement de l’état d’Hawaï.
- De 1993 à 1998, utilisation de la plus grande ETM à cycle ouvert, possédant les caractéristiques techniques suivantes :
- En 1998-99, la législature autorisa l’expansion d’activités au NELHA, incluant d’autres activités de business, en vue d’augmenter le développement économique et de générer des revenus pour financer l’expansion du parc.
- Aujourd’hui, NELHA est le propriétaire foncier de près de trente entreprises qui génèrent un budget économique d’environ 30 à 40 millions de dollars par an, incluant les revenus des taxes des deux cents métiers, de l’activité des constructions et des taxes sur les produits exportés. Il existe à Keahole Point, deux systèmes de canalisations en profondeur et en surface pour avoir des températures de 24 °C et de 7 °C, et une troisième, la plus large et profonde au monde allant jusqu’à 900 m, est en voie de développement.
- Avec ses 870 acres de terrains, le NELHA possède les trois critères pour l’installation d’ETM dans son parc.

En effet, on se situe à la pointe de l’île de Big Island, une des îles d’Hawaï, et il est alors facile d’avoir accès à l’eau. De plus, Hawaï est une sorte de récif où le tombant atteint des profondeurs abruptes, à quelques mètres du plateau corallien de l’île d’Hawaï.
Et d’un point de vue géographique, Hawaï se trouve dans la zone où les eaux de surface restent relativement constantes tout au long de l’année, avec une température moyenne de 26 °C.

### Description du site
L’organisation du NELHA installée à Hawaï a pour objectif de concrétiser le projet d’ETM Cette entreprise financée par les Américains, cherche à prouver qu’à partir de l’ETM, nous pouvons obtenir de bons rendements sur la production d’électricité, d’hydrogène et d’eau potable.  La base se situe dans un endroit bien précis, pour pouvoir mettre en œuvre un tel projet, et ainsi démontrer le système de fonctionnement de cette machine thermique.
Établi sur de nombreux hectares, il est, de plus, intéressant d’installer des coproductions autour de l’unique ETM. Ce qui permet ainsi une vie industrielle active, une création d’emplois et un bilan carbone moins important, puisque le transport entre les bâtiments est de quelques kilomètres.
Aujourd’hui, le NELHA possède un immense site qui est doté de trois types de canalisations : une canalisation de surface et deux de profondeur.
En ce qui concerne les canalisations en surface, elles se trouvent dans un périmètre de 180 m aux larges des côtes, à une profondeur de 13,5 m. 
Elles sont posées à une distance précise du sol marin afin que le sable, les coraux et la vie aquatique ne soient pas aspirés. Ici, leurs canalisations ont été mises à 13,5 m du fond.
Pour ce qui est des canalisations en profondeur, deux existent, l’une récente et une ancienne. L’ancienne canalisation pompait une eau à 6 °C, à une profondeur de 600 m. Or, de nos jours, L’ETM d’Hawaï puise à 900 m de profondeur, pour obtenir une eau de 4 °C, par l’intermédiaire de 55 tuyaux assemblés.

## Autres
Cette source d'énergie ne doit pas être confondue avec la géothermie, qui vise – schématiquement – à exploiter la chaleur du sous-sol terrestre, et avec la thalassothermie qui utilise la technologie des pompes à chaleur.

## Sources
Sites :
- www.ifremer.fr
- www.eurocean.org
- « Energie », sur argonautes.club (consulté le 25 décembre 2023)
- « Documentation Energie Thermique des Mers (OTEC) », sur argonautes.club (consulté le 25 décembre 2023)
- www.nelha.org
- www.arte.tv/fr
- www.seao2.com
- www.oceansatlas.com
- hmf.enseeiht.fr/travaux/CD0405/beiere/1/html/otec/binome3.html

Ouvrage :
- William H. Avery, Renewable Energy From The Ocean, Oxford University Press, 1994

Dossiers [PDF] :
- étude de Michel Gautier[source insuffisante]
- étude de David Levrat[source insuffisante]
- étude de Pierre Guerin[source insuffisante]

Film documentaire :
- Johannes Bünger, L’énergie de la mer, Arte